# Oliver Hassler
Oliver Hassler (* 4. Januar 1988) ist ein ehemaliger deutscher Ringer. Er wurde 2014 Vizeweltmeister im griechisch-römischen Stil im Halbschwergewicht.

## Werdegang
Oliver Hassler begann im Jahre 1992 mit dem Ringen. Er konzentrierte sich dabei auf den griechisch-römischen Stil und startete für die RG Hausen-Zell. Sein erster Trainer war Karl Hug. Weitere Trainer, mit denen er zusammenarbeitete waren bzw. sind Frank Heinzelbecker, Maik Bullmann, Jannis Zamanduridis und Michael Carl. Seit 2009 geht Oliver Hassler für den Bundesligisten SV Germania Weingarten auf die Matte. Der 1,85 Meter große Athlet war bis 2014 Angehöriger einer Sportfördergruppe der Bundeswehr.
Als Nachwuchsringer machte er im Jahre 2004 erstmals auf sich aufmerksam, als er bei der deutschen Meisterschaft der B-Jugend in der Gewichtsklasse bis 85 kg einen 3. Platz belegte. 2005 wurde er deutscher A-Jugend-Meister in der Gewichtsklasse bis 100 kg und ging in diesem Jahr auch bei den Junioren-Europameisterschaften (Cadets) in Tirana an den Start, wo der in dieser Gewichtsklasse den 12. Platz belegte.
2006 belegte Oliver Hassler bei den deutschen Meisterschaften der Junioren im Halbschwergewicht den 4. Platz und kam bei den Meisterschaften der Männer auf den 7. Platz. 2007 kam er bei dieser Meisterschaft bei den Junioren auf den 3. Platz und bei den Männern auf den 7. Platz. 2008 wurde er dann deutscher Juniorenmeister im Halbschwergewicht. Er kam in diesem Jahr auch wieder zu Einsätzen bei den internationalen Juniorenmeisterschaften. Bei der Junioren-Europameisterschaft in Košice belegte er dabei im Halbschwergewicht den 8. Platz, konnte sich aber wenige Wochen später bei der Junioren-Weltmeisterschaft in Istanbul nach einer Niederlage gegen Mohammed Reza Akbari, Iran durch Siege in der Trostrunde über David Lengyel, Slowakei und Taisto Lalli, Finnland eine Bronzemedaille erkämpfen.
Im Jahre 2009 kam Oliver Hassler bei der deutschen Meisterschaft hinter Andreas Fix vom TuS Adelhausen und Björn Holk vom KSK Neuss auf den 3. Platz. Bundestrainer Maik Bullmann nominierte ihn dann für die Europameisterschaft in Vilnius. Dort unterlag er aber im Halbschwergewicht gegen Sergaj Rutenko aus der Ukraine und kam auf den 15. Platz. Bei der Weltmeisterschaft dieses Jahres in Herning/Dänemark war er ebenfalls am Start. Er hatte dabei ein enorm schweres Los gezogen und schlug sich dort mehr als achtbar. In seinem ersten Kampf traf er auf Balasz Kiss aus Ungarn, der später Weltmeister wurde und unterlag diesem nur knapp nach Punkten. In seinem nächsten Kampf kam er zu einem Punktsieg über den Weltklasseringer Heiki Nabi aus Estland und in seinem dritten Kampf stand er mit Dawid Saldadse aus Usbekistan wieder einem Weltklasseringer gegenüber. Er verlor gegen diesen nach Punkten und erreichte den 10. Platz.
2010 belegte Oliver Hassler bei der deutschen Meisterschaft im Halbschwergewicht hinter Mirko Englich vom RSV Hansa Frankfurt (Oder) den 3. Platz und kam bei der CISM-Militär-Weltmeisterschaft auf einen guten 5. Platz. Bei den Welt- und Europameisterschaften 2010 war er nicht am Start.
2011 wurde er dann erstmals deutscher Meister bei den Männern im Halbschwergewicht. Er verwies dabei Felix Radinger vom TSV Gailbach und Mirko Englich auf die Plätze. Trotz dieses Erfolges kam er aber auch 2011 bei der Europameisterschaft und bei der Weltmeisterschaft nicht zum Einsatz. 2012 vertrat er aber die deutschen Farben bei der Europameisterschaft in Belgrad. Er besiegte dort im Halbschwergewicht Alexandros Poikilidis, Griechenland, Robert Papp aus Rumänien und den russischen Meister und Weltmeisterschafts-Dritten von 2011 Rustam Totrow nach Punkten. Anschließend verlor er gegen den späteren Europameister Artur Aleksanjan aus Armenien und im Kampf um den 3. Platz auch gegen Sergej Rutenko, erreichte mit dem 5. Platz aber ein hervorragendes Ergebnis.
Bei der nach dieser Europameisterschaft stattfindenden deutschen Meisterschaft musste sich Oliver Hassler im Endkampf Mirko Englich, dem Silbermedaillengewinner von den Olympischen Spielen 2008 in Peking, nach Punkten geschlagen geben und kam dadurch auf den 2. Platz.
Für die Olympischen Spiele 2012 in London konnte Hassler sich nicht qualifizieren.
2013 war Oliver Hassler öfters verletzt und konnte bei der deutschen Meisterschaft nicht an den Start gehen. Im September konnte er aber an der Weltmeisterschaft in Budapest starten, schied dort aber schon nach der 1. Runde aus und kam nur auf den 26. Platz.
2014 wurde er mit einem Sieg über den starken Felix Radinger vom TSV Gailbach zum zweiten Mal deutscher Meister. Nach einer weiteren Verletzung gelang es ihm gerade noch, sich bis zu den Weltmeisterschaften dieses Jahres im September in Taschkent in Form zu bringen. In Taschkent zeigte er den besten Wettkampf seiner bisherigen Ringerkarriere und besiegte nacheinander Radoslaw Grzybicki, Polen, Alin Alexuc-Ciurariu, Rumänien, Wladislaw Metodiew, Bulgarien und Cenk İldem, Türkei und stand damit im Finale gegen den dreifachen Europameister Artur Aleksanjan aus Armenien, gegen den er nach Punkten verlor. Damit wurde er Vizeweltmeister in der Gewichtsklasse bis 98 kg Körpergewicht. Im Oktober 2014 wurde Oliver Hassler in Fort Dix/Vereinigte Staaten CISM-Militär-Weltmeister. Im Finale kam er dabei zu einem überlegenen Punktsieg über Sergei Jeroschkin aus der Ukraine.
Außerdem wurde Oliver Hassler 2014 die Ehre zuteil zum Ringer des Jahres gewählt zu werden.
In den folgenden Jahren konnte er, da er auch häufig von Verletzungssorgen geplagt war, nicht mehr ganz an diese Erfolge anknüpfen. 2016 verpasste er mit einem 3. Platz bei der Olympiaqualifikation in Istanbul in der Gewichtsklasse bis 98 kg Körpergewicht nur hauchdünn die Qualifikation für die Olympischen Spiele in Rio de Janeiro. 2017 kam er bei der Europameisterschaft in Novi Sad mit einem 5. Platz noch einmal ganz nahe an die Medaillenränge.
2019 gewann Oliver Hassler bei den Militär-Weltspielen in Wuhan in der Gewichtsklasse bis 97 kg mit einem 3. Platz eine Bronzemedaille und beendete anschließend seine internationale Karriere. Für seinen Heimatverein RG Hausen-Zell stand Hassler noch sporadisch auf der Ringermatte, seinen letzten Kampf bestritt er im Oktober 2022 gegen den TSV Ehningen.
Nach seiner aktiven Karriere war Hassler als Landessportdirektor Ringen in Baden-Württemberg tätig. Seit dem 1. Dezember 2022 ist Hassler Schweizer Nationaltrainer im griechisch-römischen Stil.

## Internationale Erfolge
| Jahr | Platz | Wettbewerb                                   | Gewichtsklasse | Ergebnisse |
| 2005 | 12.   | Junioren-EM (Cadets) in Tirana               | bis 100 kg     | Sieger: Rıza Kayaalp, Türkei vor Ibragim Stankijew, Russland |
| 2008 | 8.    | Junioren-EM in Košice                        | Halbschwer     | Sieger: Konstantin Efimow, Russland vor Arturas Jancauskas, Litauen |
| 2008 | 3.    | Junioren-WM in Istanbul                      | Halbschwer     | nach Niederlage gegen Mohammed Reza Akbari, Iran und Siegen über David Lengyel, Slowakei und Taisto Lalli, Finnland                                                                   |
| 2009 | 15.   | EM in Vilnius                                | Halbschwer     | nach einer Niederlage gegen Sergej Rutenko, Ukraine |
| 2009 | 9.    | Großer Preis von Deutschland in Dortmund     | Halbschwer     | Sieger: Timofej Dseinitschenko, Belarus vor Aslanbek Chuschtow, Russland |
| 2009 | 10.   | WM in Herning/Dänemark                       | Halbschwer     | nach Niederlage gegen Balasz Kiss, Ungarn, Sieg über Heiki Nabi, Estland und Niederlage gegen Dawid Saldadse, Usbekistan                                                              |
| 2010 | 3.    | Thor-Masters in Nyköbing                     | Schwer         | hinter Sebastian Lönnborn, Schweden und Ricardo Melz, Deutschland |
| 2010 | 5.    | CISM-Militär-WM                              | Halbschwer     | hinter Sergej Rutenko, Serkan Özden, Türkei, Filip Koszeghy, Slowakei und Richard Karelson, Lettland                                                                                  |
| 2011 | 3.    | Granma-Cup in Havanna                        | Halbschwer     | hinter Yunior Estrada Falcon, Kuba und Mirko Englich, Deutschland |
| 2012 | 5.    | EM in Belgrad                                | Halbschwer     | nach Siegen über Alexandros Poikilidis, Griechenland, Robert Papp, Rumänien und Rustam Totrow, Russland und Niederlagen gegen Artur Aleksanjan, Armenien und Sergej Rutenko           |
| 2012 | 15.   | Olympiaqualifikationsturnier in Sofia        | Halbschwer     | nach einer Niederlage gegen Daigoro Timoncini, Italien |
| 2013 | 3.    | Großer Preis von Deutschland in Dortmund     | Halbschwer     | hinter Dimitri Timchenko, Ukraine und Marthin Hamlet Nielsen, Norwegen |
| 2013 | 2.    | Ion-Cernea-Memorial in Targoviste/Rumänien   | Halbschwer     | hinter Ivan Nemeth, Ungarn, vor Wladimir Teschlenko, Ukraine und Plamen Taschew, Bulgarien                                                                                            |
| 2013 | 26.   | WM in Budapest                               | Halbschwer     | nach einer Niederlage gegen Yerlulan Isakow, Kasachstan |
| 2014 | 10.   | Großer Preis von Deutschland in Dortmund     | bis 98 kg      | Sieger: Artur Aleksanjan, Armenien vor Cenk Ildem, Türkei |
| 2014 | 14.   | Wladyslaw-Pytlasinski-Memorial in Danzig     | bis 98 kg      | Sieger: Iwan Iwanow VI, Bulgarien vor Michael Kadschaia, Irakli Kadschaia, beide Georgien und Wladislaw Metodiew, Bulgarien                                                           |
| 2014 | 2.    | WM in Taschkent                              | bis 98 kg      | nach Siegen über Radoslaw Grzybicki, Polen, Alin Alexu-Ciurariu, Rumänien, Wladislaw Metodiew, Bulgarien und Cenk Ildem, Türkei und einer Niederlage gegen Artur Aleksanjan, Rumänien |
| 2014 | 1.    | CISM-Militär-WM in Fort Dix/USA              | bis 98 kg      | vor Sergei Jeroschkin, Ukraine, Hamdy Most El Saied, Ägypten und Ilja Nastochenko, Kasachstan                                                                                         |
| 2015 | 14.   | Europaspiele 2015 in Baku                    | bis 98 kg      | nach Niederlagen gegen Islam Magomedow, Russland und Ardo Arusaar, Estland |
| 2015 | 7.    | „Wladyslaw-Pytlasinski“-Memorial in Warschau | bis 98 kg      | Sieger: Ghasem Rezaei, Iran vor Peter Oehler, Deutschland |
| 2016 | 3.    | Olympiaqualifikationsturnier in Istanbul     | bis 98 kg      | hinter Cenk Ildem und Daigoro Timoncini, Italien |
| 2016 | 8.    | CISM-Militär-WM in Skopje                    | bis 98 kg      | Sieger: Alexander Hrabovik, Belarus vor Villius Laurinaitis, Litauen |
| 2017 | 5.    | EM in Novi Sad                               | bis 98 kg      | nach einer Niederlage gegen Alexander Hravobik, einem Sieg über Ardo Arusaar und einer Niederlage gegen Balasz Kiss, Ungarn                                                           |
| 2017 | 12.   | „Wladyslaw-Pytlasinski“-Memorial in Warschau | bis 98 kg      | Sieger: Felix Baldauf, Norwegen vor Alexander Golowin, Russland |
| 2017 | 24.   | WM in Paris                                  | bis 98 kg      | nach einer Niederlage gegen Gu Hak-bon, Südkorea |
| 2018 | 8.    | CISM-Militär-WM in Moskau                    | bis 97 kg      | Sieger: Matti Kuosmanen, Finnland vor Damian von Euw, Schweiz |
| 2019 | 3.    | Militär-Weltspiele in Wuhan                  | bis 97 kg      | hinter Musa Jewlojew, Russland und Matti Kuosmanen |

## Deutsche Meisterschaften
(nur Seniorenbereich)
| Jahr | Platz | Gewichtsklasse | Ergebnisse                                                                                             |
| 2006 | 7.    | Halbschwer     | Sieger: Mirko Englich, KSV Witten vor Rolf Linke, PSV Rostock                                          |
| 2007 | 7.    | Halbschwer     | Sieger: Mirko Englich vor Karim Aras, ASV Hüttigweiler                                                 |
| 2009 | 3.    | Halbschwer     | hinter Andreas Fix, TuS Adelhausen und Björn Holk, KSK Neuss                                           |
| 2010 | 3.    | Halbschwer     | hinter Mirko Englich, RSV Hansa Frankfurt (Oder) und Andreas Fix                                       |
| 2011 | 1.    | Halbschwer     | vor Felix Radinger, TSV Gailbach, Mirko Englich und Gabriel Fix, ASV Urloffen                          |
| 2012 | 2.    | Halbschwer     | hinter Mirko Englich, vor Felix Radinger und Gabriel Fix                                               |
| 2014 | 1.    | Halbschwer     | vor Felix Radinger, Mirko Englich und Philipp Vanek, Nürnberg                                          |
| 2015 | 2.    | bis 98 kg      | hinter Peter Öhler, VfK Mühlenbach, vor Etka Sever, VfK Schifferstadt und Björn Holk, TV Essen-Kettwig |
| 2018 | 7.    | bis 98 kg      | Sieger: Ramsin Azizsir, ASV Hof vor Gelix Radinger                                                     |

Erläuterungen
- alle Wettbewerbe im griechisch-römischen Stil
- WM = Weltmeisterschaften, EM = Europameisterschaften
- Halbschwergewicht, Gewichtsklasse bis 96 kg, Schwergewicht, bis 120 kg Körpergewicht (bis 31. Dezember 2013), seit 1. Januar 2014 gilt eine neue Gewichtsklasseneinteilung durch den Ringer-Weltverband FILA, nunmehr UWW (United World Wrestling)